# Jean Pascal Raymond Carlenc
Jean Pascal Raymond Carlenc, où Carlin né le 19 septembre 1743 à Albi (Tarn), mort le 1er mars 1828 à Saint-Pons-de-Thomières (Hérault), est un général français de la révolution.

## États de service
Il entre en service comme dragon au régiment de la Rochefoucauld le 21 février 1760, et il reçoit son brevet de capitaine le 3 juin 1792.
Chef du dépôt de cavalerie de Benfeld il est promu général de brigade le 20 septembre 1793 par les représentants du peuple. Le 2 octobre 1793, alors que personne ne veut la place, il est élevé au grade de général de division et commandant en chef provisoire de l’armée du Rhin. Manquant d’expérience dans le commandement d’une armée, il est obligé d’abandonné les bords de la Lauter et de se replier sur les environs de Strasbourg. 
À la suite de cette défaite, il est destitué et emprisonné le 23 octobre 1793, mais il échappe à la guillotine et il est réintégré en décembre 1793. Nommé commandant à Dunkerque, il est destitué une deuxième fois le 9 mars 1794 et ne retrouve jamais de fonction militaire. Il se retire dans son village de Saint-Pons-de-Thomières ou il meurt le 1er mars 1828.

## Sources
- (en) « Generals Who Served in the French Army during the Period 1789 - 1814: Eberle to Exelmans »
- Laurent Gouvion Saint-Cyr, Mémoires sur les campagnes des armées du Rhin et de Rhin-et-Moselle, de 1792 jusqu'à la paix de Campo-Formio, Anselin, janvier 1829, 486 p. (lire en ligne), p. 198.
- Étienne Charavay, Le général Carlenc, imprimerie Nationale, 1896.